# Amt Kasteln

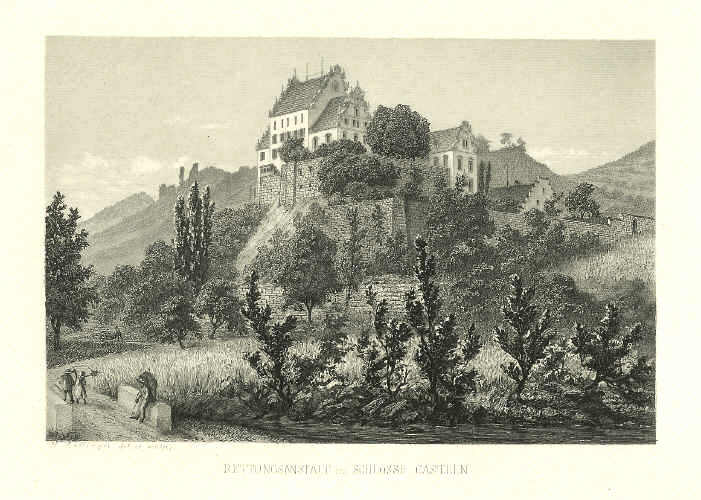
Schloss Kasteln, Sitz der Landvögte zu Kasteln von 1732 bis 1798

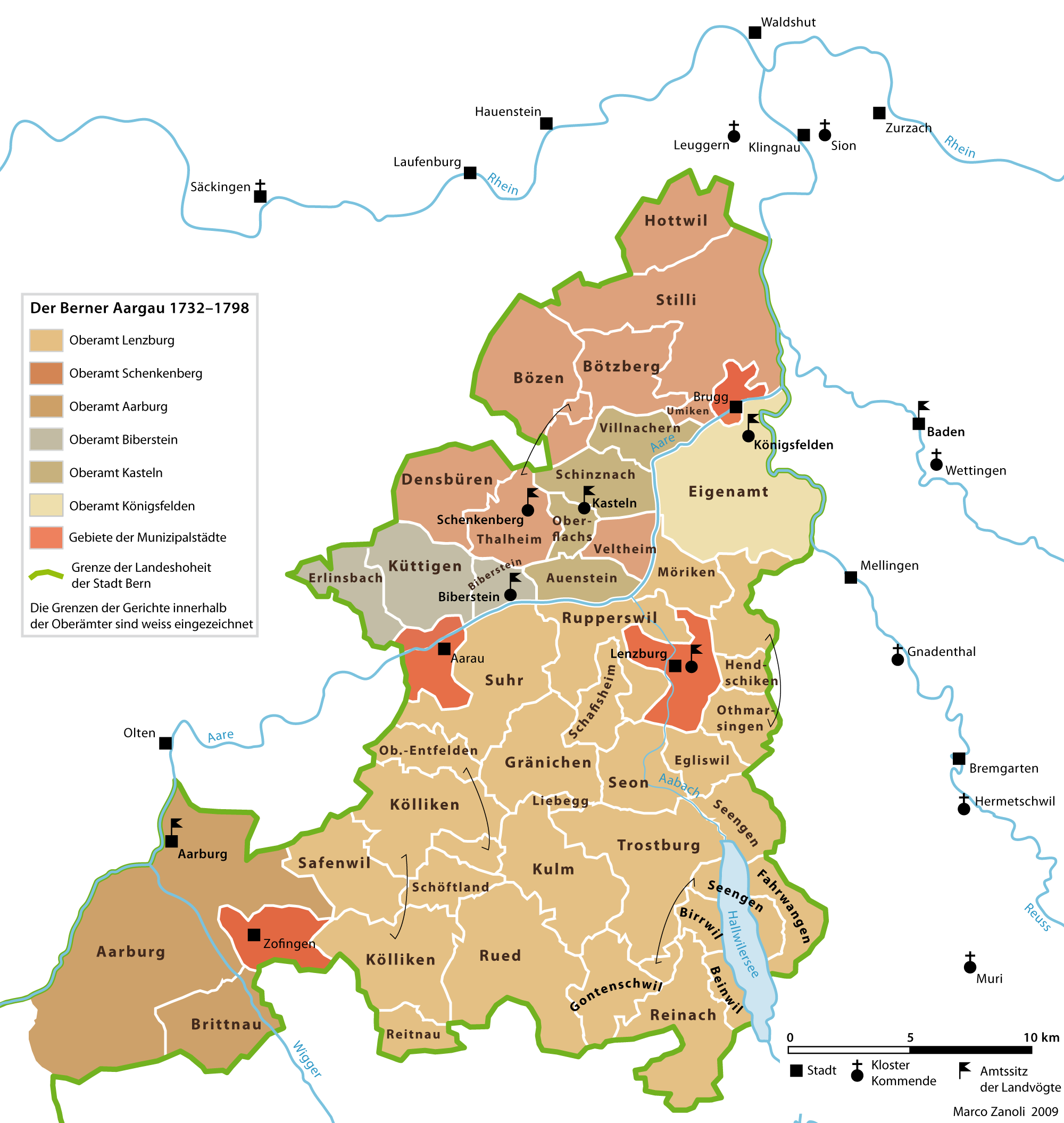
Die bernischen Ämter im Aargau

Das Amt Kasteln war eine Landvogtei im Berner Aargau in der Schweiz.
1732 erwarb Bern für 90'000 Taler von den Erben des Generals Johann Ludwig von Erlach die Herrschaft Kasteln, um die Zahl der Gerichtsherren zu vermindern und das ihm unmittelbar untergebene Gebiet zu erweitern und zu arrondieren. Die Vogtei umfasste die Dörfer Auenstein, Oberflachs, Schinznach, Villnachern, welche bis 1794 von zwölf Vögten verwaltet wurden. Der Grosse Rat der Stadt Bern setzte einen Landvogt ein.

## Liste der Landvögte zu Kasteln
| - 1732 Emanuel Lerber - 1739 Johann Franz Zehender - 1742 Rudolf von Mülinen - 1743 Abraham Gruber - 1751 Gabriel Morlot - 1756 Michael Wagner | - 1764 Heinrich Emanuel Steiger - 1770 Ludwig Ougspurger - 1776 Bernhard von Diesbach - 1782 Christian Ludwig Herport - 1788 Gottlieb Emanuel Wagner - 1794 Johann Franz Fischer |